# Sarcoglottis heringeri
Sarcoglottis heringeri är en orkidéart som beskrevs av Guido Frederico João Pabst. Sarcoglottis heringeri ingår i släktet Sarcoglottis och familjen orkidéer. Inga underarter finns listade i Catalogue of Life.